# Lienella caudatoria
Lienella caudatoria là một loài tò vò trong họ Ichneumonidae.